# César Muñoz Sola
César Muñoz Sola, né à Tudela en 1921 et mort dans la même ville en 2000, est un artiste espagnol.

## Biographie
Il a commencé dans le dessin à un âge précoce et, en 1941, a voyagé à Madrid, où il a reçu une bourse d'études par le gouvernement provincial de Navarre et entre à l'Académie des beaux-arts de San Fernando. Il s'y spécialise comme peintre. Il voyage à Rome et à Paris, où il vit pendant un certain temps et se spécialise dans le portrait.
On lui doit aussi des paysages et des nature-mortes. 